# Amphisbaenidae
Amphisbaenidae је фамилија црволиких гуштера, групе љускаша без екстремитета. Врсте ове фамилије насељавају Јужну Америку, поједина Карипска острва, као и Африку јужно од Сахаре. 

## Опис
Представници породице Amphisbaenidae су фосоријални гуштери без екстремитета, који се хране месоједо. Као и код других црволиких гуштера, крљушти су организоване у прстенове, што им даје изглед кишне глисте. Глава је масивна и користи се за закопавање, са снажним вилицама и великим зубима који се користе за хватање плена. 

## Класификација
Преко 170 савремених врста ове фамилије сврстано је у 12 родова: 
- Amphisbaena Linnaeus, 1758
- Ancylocranium Parker, 1942
- Baikia Gray, 1865
- Chirindia Boulenger, 1907
- Cynisca A.M.C. Duméril & Bibron, 1839
- Dalophia Gray, 1865
- Geocalamus Günther, 1880
- Leposternon Wagler, 1824[2]
- Loveridgea Tornier, 1899
- Mesobaena Mertens, 1925
- Monopeltis A. Smith, 1848
- Zygaspis Cope, 1885

У фосилном облику познати су следећи родови: 
- †Campinosaurus
- †Listromycter
- †Lophocranion
- †Platyrhachis